# Notoplana saxicola
Notoplana saxicola är en plattmaskart som först beskrevs av Heath och Mcgregor 1912.  Notoplana saxicola ingår i släktet Notoplana och familjen Leptoplanidae. Inga underarter finns listade i Catalogue of Life.